# ترتیب نزول سوره‌های قرآن
ترتیب نزول سوره‌های قرآن گزاره‌ای است که بر اساس آن مؤمنین مسلمان باور دارند که قرآن بر محمد، پیامبر آن‌ها، نازل شده‌است و می‌توانند ترتیب طبیعی قرار گرفتن سوره‌های قرآن در ۲۳ سال نزول قرآن تشخیص بدهند.
تلاش‌های فراوانی برای رسیدن به جدول قابل اعتمادی از ترتیب طبیعی نزول سوره‌ها و آیات، صورت گرفته‌است. پس از نقل‌های تاریخی و روایاتی که در منابع اسلامی موجود است، برخی شرق‌شناسان تلاش زیادی برای به دست دادن جداول قابل قبول نموده‌اند. پس از آنان گروهی از محققان مسلمان نیز در این راه تلاش کردند.

## دیدگاه تاریخ‌نگاران
در زمینه ترتیب بیان سوره‌ها، در بین تفاسیر و کتب علوم قرآنی، اختلاف‌های متعددی گزارش شده‌است. آنگونه که برخی تاریخ‌نگاران، از جمله جبرئیل سعید رِینُلذز نشان می‌دهند نخستین تلاش برای تاریخ‌انگاری سوره‌های قرآن، ناشی از نیازِ حقوقیِ دولت اسلامی برای استفاده از متن قرآن بوده‌است. مسئله ابتدایی، برخی گفته‌های متضاد در محتوای قرآن بود که منجر به ایجاد مشکلات زیادی می‌شده‌است. تلاش‌ها برای فهم تاریخیِ متنِ قرآن در درجه نخست منجر به شکل‌گیری تفاسیری تحتِ عنوان «نسخ» از قرن دوم هجری شد؛ اینکه تصور شود در یک نظمِ زمانی، یک بخش می‌تواند متاخر باشد و بخشِ مشابه قبلی را منسوخ کند. در قدم بعد، تلاش‌ها برای فهم متنِ موجود منجر به شکل‌گیری تفسیرهای متاخر بر اساس مراحل زندگی محمد بوده‌است؛ در واقع از نظر این مفسران، زندگی محمد باید محورِ فهمِ متنِ موجود باشد. از نظر گیوم دی نیز، مفسران، برای قابل فهم کردنِ مجموعه متونی که وجود داشته، سعی کرده‌اند متون گردآوری شده را بر اساس زندگی محمد و مراحل آن درک کنند. نخستین تلاش‌ها منجر به شکل‌گیری تفسیرهای متاخر برای فهم متنِ موجود بر اساس مراحل زندگی محمد بوده‌است؛ در واقع از نظر این مفسران، زندگی محمد باید محورِ فهمِ متنِ موجود باشد. تفسیرهای انجام گرفته منجر به شکل‌گیری سنتِ «اسبابِ نزول» شد که بر این عقیده بنا شده‌است که قرآن یک نویسنده بیشتر ندارد و حاصل تجارب محمد در یک دوره مشخص در مکه و مدینه است. نخستین اثر تحت عنوانِ «اسباب نزول»، توسط ابوالحسن علی واحدی (درگذشت ۴۶۸ ق) به نگارش درآمد. اما ایدهٔ فهمِ متنِ قرآن بر اساس روایتِ «اسباب نزول»، نخستین بار در رساله‌ای منسوب به مقاتل بن سلیمان (درگذشته ۱۵۰ ق) پیدا می‌شود. این رویکردِ تفسیرِ قرآن مبتنی بر اسبابِ نزول، در تفسیر ابن کثیر (درگذشته ۷۷۴ ق) نقش مهم‌تری می‌گیرد. این تلاش برای نظم‌مند کردن متنِ قرآن بر اساسِ تاریخی‌سازیِ مبتنی بر زندگی محمد به موضوعِ بحث در میان مفسران تبدیل می‌شود و تفاسیر مختلفی، گاهی بسیار متفاوت، انتشار پیدا می‌کند و سوره‌ها به سرعت به مکی و مدنی تقسیم شدند، بدون آنکه در برخی از موارد توضیح داده شود که دقیقاً تمایز بین آنها معرفی شود.
آنچه که امروزه به عنوان فهرست تاریخی رسمی در میان مسلمانان مورد قبول واقع شده، فهرستی است منسوب به جعفر صادق و بسیار نزدیک به فهرستِ ابن‌عباس که انتشارات مصر در سال ۱۹۲۴ به شکل گسترده‌ای آن را منتشر کرده‌است. در حال حاضر، نزدِ مؤمنین و مفسرانِ سنتی مسلمان، متن قرآن بر اساس این سنتی که چند قرن پس از درگذشت محمد شکل‌گرفته، یعنی سنتِ متاخرِ «اسبابِ نزول» که به دنبال ارتباط بین متن مورد نظر با زندگی محمد است، خوانده می‌شود. یکی از نظریه‌های اوایل قرن بیستم در خصوص ترتیب نزول سوره‌ها نیز، توسط شرق‌شناس آلمانی، تئودور نولدکه (نلدکه) (۱۹۳۰–۱۸۳۶) مطرح شده‌است. این شرق‌شناس بر اساس پارامترهای مختلفی همچون مفهوم سوره‌ها، تعداد آیات، حجم مطالب، تعداد حروف، نظم و آهنگ، پیشرفت محتوایی سوره، سبک و اسلوب و تناسب؛ ترتیب نزولی منحصر به خود را ارائه کرده‌است. از نظر گیوم دی، این روش تقسیم قرآن بر اساس زندگی محمد که تئودور نولدکه نیز پی‌گرفته‌است، جنبه‌های خاصی از متن، از جمله تغییرات متاخرِ آن را در نظر نمی‌گیرد و نمی‌تواند به بسیاری از مسائل موجود پاسخ دهد؛ بنابراین از نظر او «شایسته‌است شیوهٔ ویرایش و تحریر انجام شده هنگام جمع‌آوری و گردآوری مجموعه یا مجموعه‌های قرآن در قرن هفتم میلادی نیز مورد توجه قرار گیرد.» گیوم دی می‌گوید که از آنجا که بعد از درگذشت محمد فعالیت تجمیع و تحریر قرآن وجود داشته‌است، «نویسندگان قرآن نویسندگانی (و نه تدوین‌کنندگان ساده) هستند که توانسته‌اند متون از پیش موجود را دوباره سازماندهی، تفسیر و بازنویسی کنند، یا حتی از منظر نگاهِ خاصِ خود منتخب‌های(péricopes) جدیدی، به ویژه بر اساس رقابت‌های سیاسی و مذهبی خود، اضافه کنند.» دی تأکید می‌کند که «قرآن متنی ترکیبی و مرکب است که باید مطابق یک بازه زمانی وسیع‌تر از گاه‌نگاری بین سوره‌های مکی و مدنی فهمیده شود.»

## دیدگاه مومنینِ مسلمان
به باور مومنینِ مسلمان، ترتیب نزول سوره‌ها امری تاریخی و مرتبط با ۲۳ سال رسالت محمد است. در این‌گونه موارد مطمئن‌ترین راه کشف ترتیب نزول، گزارش‌های تاریخی است. برخی از نویسندگان مسلمان و غالب شرق‌شناسان، علاقه‌مند به کشف و استخراج جدول مزبور از طریق تحلیل‌ها و استحسان‌های مورد پسندشان بوده‌اند؛ در صورتی که به نظر برخی تلاش مزبور از تخمین و گمانه‌زنی‌های تحمیلی بر قرآن تجاوز نمی‌کند و مخصوصاً در فهم نظام هدایتی خالصی که در پی ترتیب نزول سور، باید به دنبال شناسایی آن بود، استفاده از این روش غیرقابل قبول است؛ چرا که به اعتقاد ایشان، چینش و ترتیبی که با این گمانه‌ها به وجود آید، به سوره‌ها تناسبی ویژه و مرتبط با برداشت مفسر می‌دهد که تضمینی بر درستی آن وجود ندارد؛ در نتیجه نظامی که استخراج می‌شود، غیرقابل اطمینان و اتکا می‌گردد.
طباطبایی در تفسیر المیزان و نیز کتاب قران در اسلام گفته‌است: «آنچه دربارهٔ این روایات (ترتیب نزول) می‌توان گفت اینست که بهیچوجه قابل اعتماد نیستند زیرا نه ارزش روایت دینی را دارند و نه ارزش نقل تاریخی. تنها راه برای تشخیص ترتیب سوره‌های قرآنی و مکی یا مدنی بودن آن‌ها تدبر در مضامین آن‌ها و تطبیق آن با اوضاع و احوال پیش از هجرت و پس از هجرت می‌باشد.»
در نظر بهجت‌پور، «بهترین راه قابل اطمینان، بررسی اسناد تاریخی و رفع مشکلات پیش روی محققان تا رسیدن به جدولی قابل اعتماد است. گفتنی است که هرگونه نتایج مستخرج از ترتیب نزول، اعتبارشان را از همان ترتیبی دارند که سوره‌ها و آیات بر آن نازل شده‌اند و این در حالی است که ترتیب‌های اجتهادی به میزان دوری از نقل و روایت، از اعتبار لازم و کافی برخوردار نیستند و به تبع دستاوردهای آن‌ها نیز شاید قابل اعتماد نباشد. پس در تعیین ترتیب نزول سوره‌ها و در کشف آیات استثنایی و جابه‌جا شده در هر سوره، بهترین راه بررسی نقل‌ها و روایات اسلامی موجود در تراث دینی و تاریخی مسلمانان است. روایاتی که در بیان جدول ترتیب نزول سوره‌ها وارد شده‌اند، متعدد و دارای اختلاف‌اند. بررسی سند این روایات و اطمینان از صدور آن‌ها و همچنین ارزش و جایگاه منبع خبر در بالابردن اتقان کار، نقش به سزایی دارد؛ مثلاً اگر امام «معصوم» یا صحابی جدول مزبور را ادعا کند، جدول وی از اعتبار بیشتری برخوردار است. در این راه در صورتی که جدول‌های قابل قبول متعددشد، بهترین کار بررسی موارد اختلاف پیام سوره‌ها، بنا بر هر یک از جدول‌ها می‌باشد و باید سعی شود با کاوش در پیام و محتویات سوره، نسبت به اولویت یک جدول داوری کرد. البته با توجه به روند تحقیق می‌یابیم که در جدول‌های معتبر موارد مشترک بسیار زیاد است و همین اشتراک، محقق را به فهم ارتباط قبل و بعد سوره‌های مورد اختلاف نزدیک می‌کند و در نتیجه امکان حدس قوی و قابل توجهی را برای تشخیص ترتیب سوره‌ای که در این سلسله قرار می‌گیرد، فراهم می‌سازد.»

### گزارش جداول ترتیب نزول سوره‌ها در اسناد اسلامی
سندهای ترتیب نزول، در کتب علوم قرآن و تفسیر آمده‌اند. در بسیاری از کتب نیز فوایدی برای کشف ترتیب نزول یا شناخت مکی و مدنی‌بودن سوره‌ها آورده شده‌است؛ اما معمولاً دغدغهٔ محققان، کشف ترتیب دقیق و قابل اعتماد از نزول سوره‌ها نبوده و فقط به نقل جداولی که به آن‌ها رسیده، اقدام می‌کردند. البته در برخی موارد جدولی مسند در اختیار بزرگانی از علم بوده‌است که از کتابی معتبر و افرادی موثق به دست آورده بودند؛ اما آن‌ها به دلایلی خاص فقط به ذکر مواردی از جدول ترتیب سوره‌ها بسنده کرده‌اند و جدول را به صورت کامل ارائه نکرده‌اند؛ آنجنان که طبرسی در ذیل سوره انسان چنین کرده‌اند. با بررسی و تتبّع جامع صورت گرفته توسط برخی محققان، سیر ذکر ترتیب نزول سور به‌طور مسند و غیرمسند در کتب ذیل آمده که از این میان در ۲۷ منبع، جداول با سند کامل آورده شده‌اند:
قدیمی‌ترین
کتابی که جدول ترتیب نزول سور را گزارش کرده‌است، کتاب تنزیل القرآن محمد بن‌مسلم
زهری (۵۰–۱۲۳ ق) است. وی در ابتدای کتاب، ترتیبی از قرآن را ارائه کرده‌است. این کتاب به صورت مسند به دست ما رسیده‌است، اما این‌که خود زهری این ترتیب را از چه
کسی اخذ کرده‌است، معلوم نیست؛ اما ترتیب او به جز در سوره‌های
حمد، هُمزه و قمر هماهنگ با ترتیب ابن‌عباس است. سپس تاریخ یعقوبی (م ۲۸۴ ق) جدولی کامل و مسند از طریق ابی‌صالح از ابن‌عباس را گزارش نموده ست. نزدیک به همین زمان، دو روایت مسند از عطاء خراسانی از اابن‌عباس در کتاب فضائل القرآن تألیف ابن‌ضریس در بابی مخصوص به ترتیب نزول سور برای محققان به جا گذاشته شده‌است. سپس کتاب المبانی لنظم المعانی نوشته‌شده در سال ۴۲۵ ق از نویسنده‌ای نامعلوم که بنا بر تحقیقات اخیر برخی احتمال داده‌اند ابومحمد، حامد بن‌احمد بن‌جعفر بن‌بسطام باشد و این
تألیف در کتاب المقدمتان اثر آرثر جفری در دسترس محققان است، سه سند از عکرمه از ابن‌عباس، عطا از ابن‌عباس و سعید بن‌مسیب از علی در این کتاب گزارش شده‌است. پس از آن در الفهرست ابن‌ندیم بغدادی (م ۴۳۸ ق) ترتیبی از نزول سور موجود است که چهار سورهٔ اول از زهری از محمد بن‌نعمان بن‌بشیر و
بقیهٔ سور مکی از طریق مجاهد و سور مدنی از طریق ابن جریح از عطا از ابن‌عباس
آورده شده‌است. بیهقی (۳۸۴–۴۵۸ ق) در کتاب دلائل النبوة
و معرفة احوال صاحب الشریعة
جدولی از ترتیب نزول سوره‌ها از طریق عکرمه و حسن بصری ارائه کرده‌است. وی پس از ذکر آن جدول می‌نویسد:
«سندی از مجاهد بن جبر از ابن‌عباس هم در نزد من موجود است که افتادگی‌های سند اول را ندارد» و نیز می‌افزاید که شاهدی بر
این سند در تفسیر مقاتل و غیر آن از اهل تفسیر موجود است. ابوالقاسم
عبیدالله بن‌عبدالله بن‌احمد، حاکم حسکانی (زنده
تا ۴۷۰ ق) در کتاب شواهد التنزیل لقواعد التفصیل اسنادی گزارش کرده‌است، اما چون
در صدد اثبات مدنی‌بودن سورهٔ انسان بوده‌است، تنها این سوره را گزارش کرده‌است.
این گزارش‌های این مؤلف از دو جنبه ارزش دارند: اولاً مؤلف کتاب از کسانی است که
تخصص اصلی او در رجال و حدیث‌شناسی است و ثانیاً محققی منصف است. وی با آن‌که حنفی‌مذهب
بود، اما این کتاب را در دفاع از علی و اهل بیت نگاشت. وی روایات مربوط به جدول ترتیب نزول سوره‌ها را به جهت
رد ادعایی که بعضی در مکی‌بودن
سورهٔ انسان ادعا کرده بودند، آورد تا اثبات کند اتفاق و اجماع بر مدنی‌بودن این سوره‌است. او ۹ سند ذکر می‌کند که
تقریباً همه سندهایی است که در کتب قبل آمد. سپس طبرسی (م ۵۴۸ ق) در تفسیر مجمع‌البیان ذیل تفسیر
سورهٔ انسان در اثبات این‌که سورهٔ انسان سوره‌ای مدنی است، و آیات اول این
سوره دربارهٔ مریضی حسن و حسین بن علی، نذر علی بن ابی طالب و فاطمه و وفای به نذرشان است، روایاتی را آورده‌است. ظاهراً چهار سند از جدول
کامل ترتیب نزول در نزد طبرسی موجود بوده‌است، اما او فقط ترتیب عمرو بن‌هاورن از عثمان از عطا از ابن‌عباس را نقل می‌کند
که در کتاب المبانی هم آمد و اشاره می‌کند که سندهای دیگری هم از استادش احمد زاهد
در کتاب الایضاح در دست دارد. از ابن‌عباس به طریق عطا، و دو سند از عکرمه و ابی‌الحسن و یک سند از سعیدبن مسیب از علی؛ اما او این اسناد را ذکر نکرده‌است. نیز در همین زمان در تفسیر مفاتیح الاسرار و مصابیح
الابرار منسوب به شهرستانی (م۵۴۸ ق) پنج جدول ترتیب نزول از رجال حدیث مقاتل،
مقاتل از علی و نیز از ابن‌عباس و ابن‌واقد و جعفر صادق آورده شده‌است
البته شهرستانی سند این روایات را ذکر ننموده و تنها ادعا کرده که آن‌ها را از
ثقات اخذ کرده‌است. علاء الدین علی بن محمد بغدادی (۶۷۸–۷۴۱ ق)
در کتاب لُباب‌التأویل فی معانی التنزیل مشهور به تفسیر خازن به ارائهٔ جدولی
ترکیبی و منتخب از ترتیب نزول سوره‌ها پرداخته‌است. گرچه این جدول بدون ذکر سند است،
اما وی در تأکید بر درستی جدول ترتیب نزول خود چنین نگاشته‌است: «فهذا ترتیب ما
نزل من القرآن بمکة فذلک ثلاث و ثمانون سورة علی ما استقرت علیه الروایات الثقات». بدرالدین زرکشی (م ۷۹۷ ق)
در البرهان فی علوم القرآن ترتیبی را ارائه می‌دهد که به ترتیب ارائه‌شده در تفسیر
خازن بسیار نزدیک است و بر اعتبار آن چنین گواهی می‌دهد: «استقرت
علیه الروایات الثقات». همچنین فیروزآبادی
(م ۸۱۷ ق) در کتاب بصائر ذوی التمییز به ترتیب نزول نیشابوری و کتاب المبانی اشاره
می‌کند؛ و جلال الدین سیوطی (م ۹۱۱ ق) بحث مبسوطی در نزول
قرآن و آیات استثنایی نمود. او در نقل جداول ترتیب نزول ابتدا به نقل جدول منقول
در دلائل النبوة می‌پردازد. وی پس از ذکر
جداولی ناقص به ترتیب فضائل القرآن ابن‌ضریس از عطا از ابن‌عباس می‌پردازد. همو در
سند دیگری به نقل از جابر بن‌زید، جدول ترتیب سور را موافق ترتیبِ مذکور در مجمع‌البیان
و مشهور علما، البته با اندکی اختلاف ذکر کرده‌است. پس از آن تاریخ نیز در کتب بسیاری شاهد بحثی پیرامون ترتیب نزول
سور یا تأمل در آن هستیم و حتی شاهد ارائهٔ جداولی نیز هستیم؛ اما بیشتر بر ترتیب
مذکور در جدول شمارهٔ یک اعتماد شده‌است.

### جداول ترتیب نزول
در ترتیب نزول سوره‌ها روایاتی در دست است که مورد اعتماد افرادی است که نقل گردیدند و عمدتاً از ابن‌عباس نقل شده‌است. مانند روایتی که احمد بن ابی یعقوب کاتب، معروف به ابن واضح یعقوبی (متوفای ۲۹۲) در تاریخ خود از محمد بن سائب کلبی از ابی صالح از ابن‌عباس نقل کرد یا روایتی که محمد بن اسحاق وراق، معروف به ابن ندیم (متوفای ۳۸۵) در کتاب الفهرست خود آورده بود؛ یا طبرسی صاحب تفسیر از شیخ خود ابومحمد مهدی بن نزار حسینی قاینی از مفسر قرن پنجم حافظ کبیر عبیدالله بن عبدالله بن احمد، معروف به حاکم حسکانی نیشابوری صاحب کتاب شواهد التنزیل روایت ترتیب را از ابن‌عباس آورده بود؛ و نیز از کتاب الایضاح استاد احمد زاهد روایتی را نقل کرده‌است.[۳] و نیز امام بدرالدین زرکشی، اولین محقق مسایل قرآنی (متوفای ۷۹۴) در کتاب خود البرهان فی علوم القرآن که در سال ۷۷۳ آن را نگاشته، تفصیلا روایات ترتیب را آورده‌است. جلال الدین سیوطی (متوفای ۹۱۱) در کتاب الاتقان روایات را آورده‌است، و از ابوالحسن بن حصار، در این زمینه منظومه‌ای می‌آورد که در
کتاب الناسخ والمنسوخ وی درج شده‌است. سیوطی روایت ترتیب را از جابر بن زید نیز می‌آورد که تکمیل‌کننده روایت ابن‌عباس به‌شمار می‌رود.
| ردیف | نام سوره      | شمار آیه‌ها | ترتیب نزول | محل نزول |
| ---- | ------------- | ---------- | ---------- | -------- |
| ۱    | سوره حمد      | ۷          | ۵          | مکه      |
| ۲    | سوره بقره     | ۲۸۶        | ۸۷         | مدینه    |
| ۳    | سوره آل عمران | ۲۰۰        | ۸۹         | مدینه    |
| ۴    | سوره نساء     | ۱۷۶        | ۹۲         | مدینه    |
| ۵    | سوره مائده    | ۱۲۰        | ۱۱۳        | مدینه    |
| ۶    | سوره انعام    | ۱۶۵        | ۵۵         | مکه      |
| ۷    | سوره اعراف    | ۲۰۶        | ۳۹         | مکه      |
| ۸    | سوره انفال    | ۷۵         | ۸۸         | مدینه    |
| ۹    | سوره توبه     | ۱۲۹        | ۱۱۴        | مدینه    |
| ۱۰   | سوره یونس     | ۱۰۹        | ۵۱         | مکه      |
| ۱۱   | سوره هود      | ۱۲۳        | ۵۲         | مکه      |
| ۱۲   | سوره یوسف     | ۱۱۱        | ۵۳         | مکه      |
| ۱۳   | سوره رعد      | ۴۳         | ۹۶         | مدینه    |
| ۱۴   | سوره ابراهیم  | ۵۲         | ۷۲         | مکه      |
| ۱۵   | سوره حجر      | ۹۹         | ۵۴         | مکه      |
| ۱۶   | سوره نحل      | ۱۲۸        | ۷۰         | مکه      |
| ۱۷   | سوره اسراء    | ۱۱۱        | ۵۰         | مکه      |
| ۱۸   | سوره کهف      | ۱۱۰        | ۶۹         | مکه      |
| ۱۹   | سوره مریم     | ۹۸         | ۴۴         | مکه      |
| ۲۰   | سوره طه       | ۱۳۵        | ۴۵         | مکه      |
| ۲۱   | سوره انبیاء   | ۱۱۲        | ۷۳         | مکه      |
| ۲۲   | سوره حج       | ۷۸         | ۱۰۴        | مدینه    |
| ۲۳   | سوره مؤمنون   | ۱۱۸        | ۷۴         | مکه      |
| ۲۴   | سوره نور      | ۶۴         | ۱۰۳        | مدینه    |
| ۲۵   | سوره فرقان    | ۷۷         | ۴۲         | مکه      |
| ۲۶   | سوره شعراء    | ۲۲۷        | ۴۷         | مکه      |
| ۲۷   | سوره نمل      | ۹۳         | ۴۸         | مکه      |
| ۲۸   | سوره قصص      | ۸۸         | ۴۹         | مکه      |
| ۲۹   | سوره عنکبوت   | ۶۹         | ۸۵         | مکه      |
| ۳۰   | سوره روم      | ۶۰         | ۸۴         | مکه      |
| ۳۱   | سوره لقمان    | ۳۴         | ۵۷         | مکه      |
| ۳۲   | سوره سجده     | ۳۰         | ۷۵         | مکه      |
| ۳۳   | سوره احزاب    | ۷۳         | ۹۰         | مدینه    |
| ۳۴   | سوره سبا      | ۵۴         | ۵۸         | مکه      |
| ۳۵   | سوره فاطر     | ۴۵         | ۴۳         | مکه      |
| ۳۶   | سوره یس       | ۸۳         | ۴۱         | مکه      |
| ۳۷   | سوره صافات    | ۱۸۲        | ۵۶         | مکه      |
| ۳۸   | سوره ص        | ۸۸         | ۳۸         | مکه      |
| ۳۹   | سوره زمر      | ۷۵         | ۵۹         | مکه      |
| ۴۰   | سوره غافر     | ۸۵         | ۶۰         | مکه      |
| ۴۱   | سوره فصلت     | ۵۴         | ۶۱         | مکه      |
| ۴۲   | سوره شوری     | ۵۳         | ۶۲         | مکه      |
| ۴۳   | سوره زخرف     | ۸۹         | ۶۳         | مکه      |
| ۴۴   | سوره دخان     | ۵۹         | ۶۴         | مکه      |
| ۴۵   | سوره جاثیه    | ۳۷         | ۶۵         | مکه      |
| ۴۶   | سوره احقاف    | ۳۵         | ۶۶         | مکه      |
| ۴۷   | سوره محمد     | ۳۸         | ۹۵         | مدینه    |
| ۴۸   | سوره فتح      | ۲۹         | ۱۱۲        | مدینه    |
| ۴۹   | سوره حجرات    | ۱۸         | ۱۰۷        | مدینه    |
| ۵۰   | سوره ق        | ۴۵         | ۳۴         | مکه      |
| ۵۱   | سوره ذاریات   | ۶۰         | ۶۷         | مکه      |
| ۵۲   | سوره طور      | ۴۹         | ۷۶         | مکه      |
| ۵۳   | سوره نجم      | ۶۲         | ۲۳         | مکه      |
| ۵۴   | سوره قمر      | ۵۵         | ۳۷         | مکه      |
| ۵۵   | سوره الرحمن   | ۷۸         | ۹۷         | مدینه    |
| ۵۶   | سوره واقعه    | ۹۶         | ۴۶         | مکه      |
| ۵۷   | سوره حدید     | ۲۹         | ۹۴         | مدینه    |
| ۵۸   | سوره مجادله   | ۲۲         | ۱۰۶        | مدینه    |
| ۵۹   | سوره حشر      | ۲۴         | ۱۰۱        | مدینه    |
| ۶۰   | سوره ممتحنه   | ۱۳         | ۹۱         | مدینه    |
| ۶۱   | سوره صف       | ۱۴         | ۱۱۱        | مدینه    |
| ۶۲   | سوره جمعه     | ۱۱         | ۱۰۹        | مدینه    |
| ۶۳   | سوره منافقون  | ۱۱         | ۱۰۵        | مدینه    |
| ۶۴   | سوره تغابن    | ۱۸         | ۱۱۰        | مدینه    |
| ۶۵   | سوره طلاق     | ۱۲         | ۹۹         | مدینه    |
| ۶۶   | سوره تحریم    | ۱۲         | ۱۰۸        | مدینه    |
| ۶۷   | سوره ملک      | ۳۰         | ۷۷         | مکه      |
| ۶۸   | سوره قلم      | ۵۲         | ۲          | مکه      |
| ۶۹   | سوره الحاقة   | ۵۲         | ۷۸         | مکه      |
| ۷۰   | سوره معارج    | ۴۴         | ۷۹         | مکه      |
| ۷۱   | سوره نوح      | ۲۸         | ۷۱         | مکه      |
| ۷۲   | سوره جن       | ۲۸         | ۴۰         | مکه      |
| ۷۳   | سوره مزمل     | ۲۰         | ۳          | مکه      |
| ۷۴   | سوره مدثر     | ۵۶         | ۴          | مکه      |
| ۷۵   | سوره قیامة    | ۴۰         | ۳۱         | مکه      |
| ۷۶   | سوره انسان    | ۳۱         | ۹۸         | مدینه    |
| ۷۷   | سوره مرسلات   | ۵۰         | ۳۳         | مکه      |
| ۷۸   | سوره نبا      | ۴۰         | ۸۰         | مکه      |
| ۷۹   | سوره نازعات   | ۴۶         | ۸۱         | مکه      |
| ۸۰   | سوره عبس      | ۴۲         | ۲۴         | مکه      |
| ۸۱   | سوره تکویر    | ۲۹         | ۷          | مکه      |
| ۸۲   | سوره انفطار   | ۱۹         | ۸۲         | مکه      |
| ۸۳   | سوره مطففین   | ۳۶         | ۸۶         | مکه      |
| ۸۴   | سوره انشقاق   | ۲۵         | ۸۳         | مکه      |
| ۸۵   | سوره بروج     | ۲۲         | ۲۷         | مکه      |
| ۸۶   | سوره الطارق   | ۱۷         | ۳۶         | مکه      |
| ۸۷   | سوره اعلی     | ۱۹         | ۸          | مکه      |
| ۸۸   | سوره الغاشیة  | ۲۶         | ۶۸         | مکه      |
| ۸۹   | سوره فجر      | ۳۰         | ۱۰         | مکه      |
| ۹۰   | سوره بلد      | ۲۰         | ۳۵         | مکه      |
| ۹۱   | سوره شمس      | ۱۵         | ۲۶         | مکه      |
| ۹۲   | سوره اللیل    | ۲۱         | ۹          | مکه      |
| ۹۳   | سوره الضحی    | ۱۱         | ۱۱         | مکه      |
| ۹۴   | سوره انشراح   | ۸          | ۱۲         | مکه      |
| ۹۵   | سوره تین      | ۸          | ۲۸         | مکه      |
| ۹۶   | سوره علق      | ۱۹         | ۱          | مکه      |
| ۹۷   | سوره قدر      | ۵          | ۲۵         | مکه      |
| ۹۸   | سوره بینة     | ۸          | ۱۰۰        | مدینه    |
| ۹۹   | سوره زلزال    | ۸          | ۹۳         | مدینه    |
| ۱۰۰  | سوره عادیات   | ۱۱         | ۱۴         | مکه      |
| ۱۰۱  | سوره قارعة    | ۱۱         | ۳۰         | مکه      |
| ۱۰۲  | سوره تکاثر    | ۸          | ۱۶         | مکه      |
| ۱۰۳  | سوره عصر      | ۳          | ۱۳         | مکه      |
| ۱۰۴  | سوره الهمزة   | ۹          | ۳۲         | مکه      |
| ۱۰۵  | سوره فیل      | ۵          | ۱۹         | مکه      |
| ۱۰۶  | سوره قریش     | ۴          | ۲۹         | مکه      |
| ۱۰۷  | سوره ماعون    | ۷          | ۱۷         | مکه      |
| ۱۰۸  | سوره کوثر     | ۳          | ۱۵         | مکه      |
| ۱۰۹  | سوره کافرون   | ۶          | ۱۸         | مکه      |
| ۱۱۰  | سوره نصر      | ۳          | ۱۰۲        | مدینه    |
| ۱۱۱  | سوره مسد      | ۵          | ۶          | مکه      |
| ۱۱۲  | سوره اخلاص    | ۴          | ۲۲         | مکه      |
| ۱۱۳  | سوره فلق      | ۵          | ۲۰         | مکه      |
| ۱۱۴  | سوره ناس      | ۶          | ۲۱         | مکه      |

## سایر دیدگاه‌ها

### نلدکه
یکی از نظریه‌های اوایل قرن بیستم در خصوص ترتیب نزول سوره‌ها نیز، توسط شرق‌شناس آلمانی، تئودور نولدکه (نلدکه) (۱۹۳۰–۱۸۳۶) مطرح شده‌است.
| ترتیب نزول | نام سوره      |
| ---------- | ------------- |
| ۴۸         | سوره حمد      |
| ۹۱         | سوره بقره     |
| ۹۷         | سوره آل عمران |
| ۱۰۰        | سوره نساء     |
| ۱۱۴        | سوره مائده    |
| ۸۹         | سوره انعام    |
| ۸۷         | سوره اعراف    |
| ۹۵         | سوره انفال    |
| ۱۱۳        | سوره توبه     |
| ۸۴         | سوره یونس     |
| ۷۵         | سوره هود      |
| ۷۷         | سوره یوسف     |
| ۹۰         | سوره رعد      |
| ۷۶         | سوره ابراهیم  |
| ۵۷         | سوره حجر      |
| ۷۳         | سوره نحل      |
| ۶۷         | سوره اسراء    |
| ۶۹         | سوره کهف      |
| ۵۸         | سوره مریم     |
| ۵۵         | سوره طه       |
| ۶۵         | سوره انبیاء   |
| ۱۰۷        | سوره حج       |
| ۶۴         | سوره مؤمنون   |
| ۱۰۵        | سوره نور      |
| ۶۶         | سوره فرقان    |
| ۵۶         | سوره شعراء    |
| ۶۸         | سوره نمل      |
| ۷۹         | سوره قصص      |
| ۸۱         | سوره عنکبوت   |
| ۷۴         | سوره روم      |
| ۸۲         | سوره لقمان    |
| ۷۰         | سوره سجده     |
| ۱۰۳        | سوره احزاب    |
| ۸۵         | سوره سبا      |
| ۸۶         | سوره فاطر     |
| ۶۰         | سوره یس       |
| ۵۰         | سوره صافات    |
| ۵۹         | سوره ص        |
| ۸۰         | سوره زمر      |
| ۷۸         | سوره غافر     |
| ۷۱         | سوره فصلت     |
| ۸۳         | سوره شوری     |
| ۶۱         | سوره زخرف     |
| ۵۳         | سوره دخان     |
| ۷۲         | سوره جاثیه    |
| ۸۸         | سوره احقاف    |
| ۹۶         | سوره محمد     |
| ۱۰۸        | سوره فتح      |
| ۱۱۲        | سوره حجرات    |
| ۵۴         | سوره ق        |
| ۳۹         | سوره ذاریات   |
| ۴۰         | سوره طور      |
| ۲۸         | سوره نجم      |
| ۴۹         | سوره قمر      |
| ۴۳         | سوره الرحمن   |
| ۴۱         | سوره واقعه    |
| ۹۹         | سوره حدید     |
| ۱۰۶        | سوره مجادله   |
| ۱۰۲        | سوره حشر      |
| ۱۱۰        | سوره ممتحنه   |
| ۹۸         | سوره صف       |
| ۹۴         | سوره جمعه     |
| ۱۰۴        | سوره منافقون  |
| ۹۳         | سوره تغابن    |
| ۱۰۱        | سوره طلاق     |
| ۱۰۹        | سوره تحریم    |
| ۶۳         | سوره ملک      |
| ۱۸         | سوره قلم      |
| ۳۸         | سوره الحاقة   |
| ۴۲         | سوره معارج    |
| ۵۱         | سوره نوح      |
| ۶۲         | سوره جن       |
| ۲۳         | سوره مزمل     |
| ۲          | سوره مدثر     |
| ۳۶         | سوره قیامة    |
| ۵۲         | سوره انسان    |
| ۳۲         | سوره مرسلات   |
| ۳۳         | سوره نبا      |
| ۳۱         | سوره نازعات   |
| ۱۷         | سوره عبس      |
| ۲۷         | سوره تکویر    |
| ۲۶         | سوره انفطار   |
| ۳۷         | سوره مطففین   |
| ۲۹         | سوره انشقاق   |
| ۲۲         | سوره بروج     |
| ۱۵         | سوره الطارق   |
| ۱۹         | سوره اعلی     |
| ۳۴         | سوره الغاشیة  |
| ۳۵         | سوره فجر      |
| ۱۱         | سوره بلد      |
| ۱۶         | سوره شمس      |
| ۱۰         | سوره اللیل    |
| ۱۳         | سوره الضحی    |
| ۱۲         | سوره انشراح   |
| ۲۰         | سوره تین      |
| ۱          | سوره علق      |
| ۱۴         | سوره قدر      |
| ۹۲         | سوره بینة     |
| ۲۵         | سوره زلزال    |
| ۳۰         | سوره عادیات   |
| ۲۴         | سوره قارعة    |
| ۸          | سوره تکاثر    |
| ۲۱         | سوره عصر      |
| ۶          | سوره الهمزة   |
| ۹          | سوره فیل      |
| ۴          | سوره قریش     |
| ۷          | سوره ماعون    |
| ۵          | سوره کوثر     |
| ۴۵         | سوره کافرون   |
| ۱۱۱        | سوره نصر      |
| ۳          | سوره مسد      |
| ۴۴         | سوره اخلاص    |
| ۴۶         | سوره فلق      |
| ۴۷         | سوره ناس      |

### مهدی بازرگان
در ترتیب نزول آیات قرآن بر اساس مدل ریاضی مهدی بازرگان، مؤلف پس از بررسی منابع قدیم و نظریه‌های موجود، آیات قرآن را بر اساس موضوع دسته‌بندی کرده، سپس با مدلی «ریاضی» زمان نزول هر دسته را در طول ۲۳ سال بعثت پیامبر به دست آورده‌است. در انتها با مقابله نتایج به‌دست آمده با ترتیب نزول‌های موجود و شواهد تاریخی اسلام صحت نتایج مدل را بررسی کرده‌است. منابع موجود قدیم در مورد ترتیب نزول مانند:ابراهیم بن عمر بقاعی، محمدبن نعمان، عبدالله بن عباس و امام جعفرصادق و تحقیقات مستشرقین معاصر مانند:بلاشر، بل، شول، نولدکه، گریمی با هم اختلافاتی دارند ولی بعضاً سوره‌ها را به صورت یکپارچه شماره‌گذاری کرده‌اند. از طرفی بررسی روایات و شأن نزول آیات نشان می‌دهد که بسیاری از سوره‌ها مثل سوره بقره به صورت قطعات جداگانه و در سال‌های مختلف نازل شده‌اند. این مدل با روایات ترتیب نزول که محور اصلی در ترتیب سوره هاست، مخالف است و مورد نقد محققان مسلمان قرار گرفته‌است.
بهجت‌پور مشکل عمده کار بازرگان را در منطق و شیوه کشف جدول ترتیب نزول سوره‌ها می‌داند.

## نقدها
بر روایات ترتیب نزول سوره‌ها و نیز جدول‌های مطرح شده در فوق نقدهای جدی‌ای وارد شده‌است؛ برای مثال می‌توان به مقاله «نقد نظریه تفسیر بر پایه ترتیب نزول» نوشته سیدمحمدحسن جواهری که در پژوهشنامه معارف قرآنی (آفاق دین) سال نهم تابستان ۱۳۹۷ شماره ۳۳ منتشر شده مراجعه کرد. همچنین می‌توان به کتاب اعجاز و تحدی، جواهری، ص ۲۷۱–۲۷۸ که از سوی پژوهشگاه فرهنگ و اندیشه اسلامی منتشر شده مراجعه کرد. بر اساس این مقاله نمی‌توان به این روایات اعتماد کرد.
همچنین در کاربست ترتیب نزول سوره‌ها در تفسیر نیز نقد جدی وجود دارد.